# Назарівка (Лубенський район)
Наза́рівка —  село в Україні, у Лубенському районі Полтавської області. Населення становить 58 осіб. Колишній орган місцевого самоврядування — Шершнівська сільська рада.

## Географія
Село Назарівка знаходиться за 4,5 км від лівого берега річки Сула, за 1,5 км від села Войниха. Поруч проходить автомобільна дорога М03.

## Історія
12 червня 2020 року, відповідно до розпорядження Кабінету Міністрів України № 721-р «Про визначення адміністративних центрів та затвердження територій територіальних громад Полтавської області», село увійшло до складу Лубенської міської громади.
19 липня 2020 року, в результаті адміністративно - територіальної реформи та ліквідації Лубенського району(1923-2020), село увійшло до складу новоутвореного Лубенського району.

## Населення
Згідно з переписом УРСР 1989 року чисельність наявного населення села становила 91 особа, з яких 34 чоловіки та 57 жінок.
За переписом населення України 2001 року в селі мешкало 58 осіб. 100 % населення вказало своєю рідною мовою українську мову.